# Widbir 2022
Widbir 2022 (ukrainisch Відбір 2022, englische Transkription Vidbir 2022) war die ukrainische Vorentscheidung für den Eurovision Song Contest 2022 in Turin, die am 12. Februar 2022 stattgefunden hat. Alina Pash gewann mit dem Lied Tini Zabutykh Predkiv. Nachdem ihre Teilnahme am ESC zurückgezogen worden war, wurde Kalush Orchestra mit dem Song Stefania zum Sieger erklärt. Die Gruppe siegte ebenfalls beim Finale des ESC 2022.

## Format

### Konzept
Am 30. August 2021 verkündeten die ukrainische öffentlich-rechtliche Rundfunkgesellschaft Nazionalna Suspilna Teleradiokompanija Ukrajiny (NTU) und der private Fernsehsender STB, dass die seit 2015 bestehende Kooperation für den Eurovision Song Contest beendet werde. Von nun an werde NTU wieder allein für die Vorentscheidung Widbir zuständig sein. Im Dezember 2021 gab NTU bekannt, dass der Sieger wieder zu 50 % per Juryvoting und zu 50 % per Televoting bestimmt werden soll.

### Beitragswahl
Vom 14. Dezember 2021 bis zum 10. Januar 2022 konnten Beiträge bei der NTU eingereicht werden. Insgesamt wurden 284 Beiträge eingereicht. Am 17. Januar 2022 wurde eine Liste mit 27 Teilnehmern veröffentlicht, die zu diesem Zeitpunkt noch im Rennen um eine Teilnahme am Wettbewerb waren.

### Jury
Zwei der Jury-Mitglieder (Tina Karol, Yaroslav Lodigin) wurden am 3. Februar 2022 bekanntgegeben. Als letztes Mitglied wurde Jamala am 4. Februar 2022 bekanntgegeben.

## Teilnehmer
Die Teilnehmer wurden am 24. Januar 2022 vorgestellt. Unter ihnen war unter anderem die Gruppe Cloudless, die bereits 2020 am Wettbewerb teilgenommen hatte. Ursprünglich sollte der Sänger Laud mit dem Lied Head Under Water teilnehmen. Er wurde aber, weil er das Lied bereits 2018 veröffentlicht hatte, disqualifiziert.

## Finale
Das Finale fand am 12. Februar 2022 statt. Die Startreihenfolge wurde am 10. Februar 2022 bekanntgegeben. Alina Pash gewann ursprünglich  mit ihrem Lied Tini Zabutykh Predkiv. Nachdem sie ihre Teilnahme am Eurovision Song Contest 2022 zurückgezogen hatte, wurde Kalush Orchestra mit ihrem Song Stefania zum Sieger erklärt.
| Platz | Startnr. | Interpret        | Lied Musik (M) und Text (T)                                                                               | Sprache              | Übersetzung (Inoffiziell)      | Jurypunkte | Zuschauerstimmen (Televoting, SMS & App) | Zuschauerstimmen (Televoting, SMS & App) | Gesamt |
| Platz | Startnr. | Interpret        | Lied Musik (M) und Text (T)                                                                               | Sprache              | Übersetzung (Inoffiziell)      | Jurypunkte | %                                        | Punkte                                   | Gesamt |
| ----- | -------- | ---------------- | --- | -------------------- | ------------------------------ | ---------- | ---------------------------------------- | ---------------------------------------- | ------ |
| 1.    | 8        | Alina Pash       | Tini Zabutykh Predkiv M: Taras Bazeev; T: Alina Pash                                                      | Ukrainisch, Englisch | Schatten vergessener Vorfahren | 8          | 19,53                                    | 7                                        | 15     |
| 2.    | 6        | Kalush Orchestra | Stefania M: Ihor Didentschuk, Tymofij Musytschuk, Witalij Duschyk; T: Ywan Klymenko, Oleh Psjuk           | Ukrainisch           | —                              | 6          | 31,63                                    | 8                                        | 14     |
| 3.    | 7        | Wellboy          | Nozzy Bossy M/T: Anton Velboi, Serhii Yurov, Stepan Oliinik, Yevhen Harbarenko                            | Ukrainisch, Englisch | Nozzig herrisch                | 7          | 5,64                                     | 6                                        | 13     |
| 4.    | 5        | Roxolana         | Girlzzzz M/T: Roxolana Syrota                                                                             | Ukrainisch, Englisch | Mädchen                        | 3          | 5,03                                     | 5                                        | 8      |
| 5.    | 3        | Our Atlantic     | Moia Liubov M/T: Dmytro Bakal, Viktor Baida                                                               | Ukrainisch           | Meine Liebe                    | 5          | 2,74                                     | 2                                        | 7      |
| 6.    | 4        | Barleben         | Hear My Words M/T: Andrii Barleben, Kristina Hromyak                                                      | Englisch             | Hör meine Worte                | 4          | 1,60                                     | 3                                        | 7      |
| 7.    | 1        | Cloudless        | All Be Alright M/T: Kanalosh Yury Yurievich, Panfilov Anton Mikolaiovich, Shatokhin Mikhailo Mikhailovich | Englisch             | Alles wird in Ordnung sein     | 1          | 3,41                                     | 2                                        | 3      |
| 8.    | 2        | Michael Soul     | Demons M/T: Andrey Katikov, Ilia Paliakou, Michael Soul, Vlad Freimann                                    | Englisch             | Dämonen                        | 2          | 1,23                                     | 1                                        | 3      |

### Juryvoting
| Interpret        | Lied                  | Jamala | Tina Karol | Yaroslav Lodigin | Gesamt | Punkte |
| ---------------- | --------------------- | ------ | ---------- | ---------------- | ------ | ------ |
| Alina Pash       | Tini Zabutykh Predkiv | 8      | 6          | 8                | 22     | 8      |
| Barleben         | Hear My Words         | 7      | 5          | 2                | 14     | 4      |
| Cloudless        | All Be Alright        | 1      | 3          | 1                | 5      | 1      |
| Kalush Orchestra | Stefania              | 6      | 7          | 3                | 16     | 6      |
| Michael Soul     | Demons                | 2      | 1          | 4                | 7      | 2      |
| Our Atlantic     | Moia Liubov           | 5      | 4          | 6                | 15     | 5      |
| Roxolana         | Girlzzzz              | 3      | 2          | 5                | 10     | 3      |
| Wellboy          | Nozzy Bossy           | 4      | 8          | 7                | 19     | 7      |